# Màu mắt

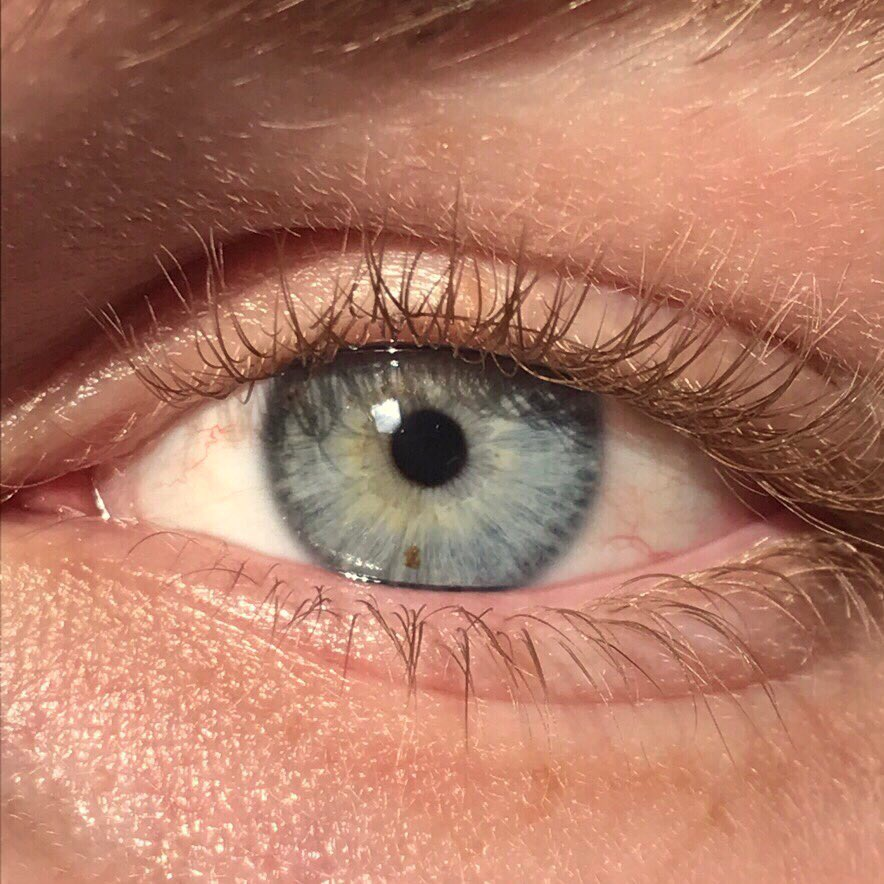
Cận cảnh mống mắt màu xanh dương có ánh màu xanh lá cây của đồng tử

Màu mắt là một tính trạng kiểu hình đa gen được xác định bởi hai yếu tố: sắc tố của mống mắt và sự phụ thuộc vào tần số của sự tán xạ ánh sáng bởi môi trường đục (turbid medium) trong lớp đệm (stroma) của mống mắt.:9
Ở người, sắc tố của mống mắt thay đổi từ màu nâu nhạt đến đen, phụ thuộc vào nồng độ melanin trong biểu mô sắc tố tia cực tím  (nằm ở phía sau của mống mắt), hàm lượng melanin trong stroma mống mắt (nằm ở mặt trước của mống mắt) và mật độ tế bào của stroma.
Sự xuất hiện của những màu mắt như xanh lam, xanh lục và màu hạt dẻ là kết quả của hiệu ứng tán xạ ánh sáng Tyndall trong lớp đệm của mắt, một hiện tượng tương tự như tán xạ Rayleigh tạo nên bầu trời xanh. Trong mống mắt hoặc dịch thủy tinh thể của con người không có sắc tố xanh lam hoặc xanh lục. Màu mắt là một ví dụ về kết cấu màu sắc và thay đổi tùy thuộc vào điều kiện ánh sáng, đặc biệt đối với mống mắt sáng màu.
Đôi mắt sáng màu của nhiều loài chim là kết quả của sự hiện diện của các sắc tố khác, chẳng hạn như pteridine, purin và carotenoid. Con người và các loài động vật khác có nhiều biến thể kiểu hình về màu mắt.
Sự di truyền và thừa kế màu mắt ở con người rất phức tạp. Cho đến nay, người ta đã chứng minh có 16 gen liên quan đến việc di truyền màu mắt. Một số gen liên quan đến màu mắt gồm có OCA2 and HERC2. Trước đây có quan điểm cho rằng màu mắt xanh dương là một tính trạng gen lặn đơn giản đã được chứng minh là không chính xác. Sự di truyền của màu mắt rất phức tạp nên hầu như bất kỳ sự kết hợp màu mắt nào giữa cha mẹ và con cái đều có thể xảy ra. Tuy nhiên, tính đa hình của gen OCA2, gần với trình tự điều tiết 5', giải thích hầu hết các biến thể màu mắt của con người. Trình tự điều tiết là một đoạn của phân tử axit nucleic có khả năng làm tăng hoặc giảm sự biểu hiện của các gen cụ thể trong một sinh vật. Quy định biểu hiện gen là một tính năng thiết yếu của tất cả các sinh vật sống và vi rút.

## Xác định gen
Màu mắt là một đặc điểm di truyền do nhiều hơn một gen ảnh hưởng. Những gen này được tìm kiếm bằng cách sử dụng các mối liên hệ với những thay đổi nhỏ trong bản thân gen và trong các gen lân cận.
Những thay đổi này được gọi là đa hình nucleotide đơn hoặc SNP. Số lượng gen thực sự góp phần tạo nên màu mắt hiện vẫn chưa được xác định, nhưng có một vài ứng cử viên có khả năng xảy ra.
Một nghiên cứu ở Rotterdam, Hà Lan (2009) cho thấy rằng có thể dự đoán màu mắt với độ chính xác hơn 90% đối với màu nâu và xanh lam chỉ bằng sáu SNP. Có bằng chứng cho thấy có tới 16 gen khác nhau có thể chịu trách nhiệm về màu mắt ở người; tuy nhiên, hai gen chính liên quan đến sự biến đổi màu mắt là OCA2 và HERC2, và cả hai đều được tập trung trong Nhiễm sắc thể 15.
Gen OCA2 (OMIM: 203200
), khi ở dạng biến thể, gây ra màu mắt hồng và giảm sắc tố thường gặp ở bệnh bạch tạng ở người. (Tên của gen có nguồn gốc từ chứng rối loạn mà nó gây ra, bệnh bạch tạng ở da loại II.) Các SNP khác nhau trong OCA2 có liên quan chặt chẽ với mắt xanh lam và xanh lục cũng như các biến thể về tàn nhang, số lượng nốt ruồi, tóc và màu da. Các đa hình có thể nằm trong trình tự điều hòa OCA2, nơi chúng có thể ảnh hưởng đến sự biểu hiện của sản phẩm gen, do đó ảnh hưởng đến sắc tố. Một đột biến cụ thể trong gen HERC2, một gen quy định sự biểu hiện OCA2, một phần nguyên nhân dẫn đến mắt có màu xanh dương.
Các gen khác liên quan đến sự biến đổi màu mắt là SLC24A4 và Tyrosinase (TYR). Tyrosinase là một loại enzym oxy hóa, là enzym giới hạn tốc độ để kiểm soát việc sản xuất sắc tố melanin. Enzyme chủ yếu tham gia vào hai phản ứng tổng hợp melanin riêng biệt, còn được gọi là đường dẫn Raper Mason.
Một nghiên cứu năm 2010 về sự biến đổi màu mắt thành các giá trị sắc độ và độ bão hòa bằng cách sử dụng ảnh chụp toàn mắt kỹ thuật số độ phân giải cao đã tìm thấy ba locus mới trong tổng số mười gen và hiện có thể giải thích được khoảng 50% sự biến đổi màu mắt.
| Tên gen          | Ảnh hưởng đến màu mắt                                                                            |
| ---------------- | ------------------------------------------------------------------------------------------------ |
| OCA2             | Liên kết với các tế bào sản xuất melanin. Tầm quan trọng trung tâm của màu mắt.                  |
| HERC2            | Ảnh hưởng đến chức năng của OCA2, với một đột biến cụ thể liên quan chặt chẽ đến mắt xanh dương. |
| SLC24A4          | Liên quan đến sự khác biệt giữa mắt xanh dương và xanh lục.                                      |
| Tyrosinase (TYR) | Liên quan đến sự khác biệt giữa mắt xanh dương và xanh lục.                                      |

Mắt xanh dương có đốm nâu, mắt xanh và mắt xám là do một bộ phận gen hoàn toàn khác.

## DNA cổ đại và màu mắt ở Châu Âu
Tất cả những gì còn sót lại về săn bắn hái lượm vào Thời đại đồ đá giữa ở châu Âu được điều tra cho đến nay đều cho thấy dấu hiệu di truyền cho đôi mắt sáng màu, trong trường hợp những người săn bắn hái lượm ở phương Tây và Trung Âu có màu da sẫm.
Những bổ sung sau này vào nguồn gen châu Âu, những người nông dân thời kỳ đồ đá mới từ Tiểu Á và những người chăn gia súc Thời đại đồ đồng / thời đại đồ đồng Yamnaya (có thể là dân số Ấn-Âu nguyên thủy) từ khu vực phía bắc Biển Đen dường như có tỷ lệ mắc các alen màu mắt sẫm cao hơn nhiều và các alen tạo ra làn da sáng hơn so với dân số châu Âu ban đầu.

## Phân loại màu sắc
Màu mống mắt có thể cung cấp một lượng lớn thông tin về một người và việc phân loại màu sắc có thể hữu ích trong việc ghi lại những thay đổi bệnh lý hoặc xác định cách một người có thể phản ứng với dược phẩm dùng cho mắt. Các hệ thống phân loại bao gồm từ mô tả ánh sáng hoặc bóng tối cơ bản đến phân loại chi tiết sử dụng các tiêu chuẩn nhiếp ảnh để so sánh. Những người khác đã cố gắng thiết lập các tiêu chuẩn khách quan về so sánh màu sắc.
Màu mắt bình thường trải dài từ màu nâu sẫm nhất cho đến màu xanh lam nhạt nhất. Để đáp ứng nhu cầu phân loại chuẩn hóa, đơn giản nhưng đủ chi tiết cho các mục đích nghiên cứu, Seddon et al. đã phát triển một hệ thống phân loại dựa trên màu sắc nổi trội của mống mắt và lượng sắc tố nâu hoặc vàng hiện có. Có ba màu sắc tố quyết định, tùy thuộc vào tỷ lệ của chúng, hình dạng bên ngoài của mống mắt, cùng với màu cấu trúc. Màu sắc cấu trúc là màu sắc được tạo ra bởi sự tương tác giữa ánh sáng tới và các cấu trúc nano. Màu cấu trúc đã được nghiên cứu trong nhiều thập kỷ do những ưu điểm hứa hẹn của chúng về tính ổn định lâu dài và thân thiện với môi trường so với các chất màu và thuốc nhuộm thông thường.
Ví dụ như tròng đen xanh lục có một số màu vàng và màu cấu trúc xanh lam. Tròng mắt màu nâu chứa ít nhiều sắc tố melanin. Một số mắt có một vòng tối xung quanh mống mắt, được gọi là limbal ring, vùng rìa (viền quanh tròng "đen").